# Hier kommen die Batwheels
Hier kommen die Batwheels ist eine US-amerikanische Superhelden-Kinderfernsehserie, die am 17. September 2022 beim Video-on-Demand-Dienstleister HBO Max erstmals zu sehen war. Die Premiere im linearen Fernsehen feierte die Animationsserie am 17. Oktober 2022 im Vorschulblock „Cartoonito“ von Cartoon Network. Premiere der zweiten Staffel war am 12. Januar 2024. Im Oktober 2024 wurde bekannt gegeben, dass die Serie um eine dritte Staffel verlängert wurde.

## Inhalt
Die Fahrzeuge der Bat-Familie werden vom Batcomputer zum Leben erweckt und bilden die „Batwheels“, ein vom Batmobil oder „Bam“ geführtes Team zur Verbrechensbekämpfung in Gotham City.

## Produktion
Die Serie wurde von Warner Bros. Animation und Cartoon Network Studios entwickelt und produziert, während Michael G. Stern als leitender Autor und Produzent fungierte. Die Animation der Serie wurde von Warner Bros. Animation umgesetzt. Die Figuren und Fahrzeuge wurden im CGI-Stil gestaltet. Die Musik der Serie komponierte Alex Geringas. Das Vorspannlied ist von Andy Sturmer.
Die Serie feierte ihre Premiere am 17. Oktober 2022 in den Vereinigten Staaten auf Cartoon Network sowie einen Monat vorher auf der Streaming-Plattform HBO Max. In Deutschland erschien die Serie zunächst am 15. Oktober 2022 auf Boomerang. Die Free-TV-Premiere wurde am 9. Oktober 2023 auf Super RTL ausgestrahlt.

## Synchronisation
Die deutsche Synchronfassung wurde von Iyuno-SDI in Berlin unter der Regie von Andi Krösing und Lucas Wecker produziert, das Dialogskript schrieb Andi Krösing.
| Rolle               | Originalsprecher    | Deutsche Sprecher    |
| ------------------- | ------------------- | -------------------- |
| Bam                 | Jacob Bertrand      | Tom Ferenc           |
| Batcomputer         | Kimberly Brooks     | Rainer Doering       |
| Batwing             | Lilimar Hernandez   | Franziska Trunte     |
| Bibi                | Madigan Kacmar      | Johanna Schmoll      |
| Redbird             | Jordan Reed         | Derya Akyol          |
| Buff                | Noah Kaye Bentley   | Philip Süß           |
| Bruce Wayne/Batman  | Ethan Hawke         | Frank Schaff         |
| Robin               | A.J. Hudson         | Marco Eßer           |
| Batgirl             | Leah Lewis          | Magdalena Höfner     |
| Nightbike           | Nick Fisher         | Jesco Wirthgen       |
| Crash               | Tom Kenny           | Andi Krösing         |
| Ducky               | Ariyan Kassam       | Jan Andres           |
| Harley Quinn        | Chandni Parekh      | Jenny Maria Meyer    |
| Jetstah             | Alexandra Novella   | Anna Amalie Blomeyer |
| Joker               | Mick Wingert        | Patrick Keller       |
| MOE                 | Mick Wingert        | Marco Rosenberg      |
| Mr. Freeze          | Regi Davis          | Bernd Egger          |
| Pinguin             | Jess Harnell        | Fritz Rott           |
| Poison Ivy          | Kailey Snider       | Liza Simmerlein      |
| Prank               | Griffin Burns       | Rafael Albert        |
| Quizz               | Josey Montana McCoy | Tim Schwarzmaier     |
| Red                 | Jordan Reed         | Derya Akyol          |
| Riddler             | SungWon Cho         | Patrick Giese        |
| Robin / Duke Thomas | AJ Hudson           | Marco Eßer           |
| Snowy               | Xolo Maridueña      | Lucas Wecker         |
| Toyman              | James Arnold Taylor | Sebastian Kluckert   |
| Wing                | Lilimar Hernandez   | Franziska Trunte     |